# Bert Slater
Robert „Bert“ Slater (* 5. Mai 1936 in Musselburgh; † 21. Juli 2006 in Brechin) war ein schottischer Fußballtorwart. Er gewann 1957 mit dem FC Falkirk den schottischen Pokal und wechselte 1959 zum FC Liverpool, mit dem er in der Saison 1961/62 die Zweitligameisterschaft errang. Später stand er für den FC Dundee im Europapokal der Landesmeister zwischen den Pfosten.

## Sportlicher Werdegang
Slater begann seine Profilaufbahn im Alter von 17 Jahren beim FC Falkirk. Der Klub spielte damals in der ersten schottischen Liga zumeist im unteren Tabellenabschnitt und wurde von Bob Shankly, dem Bruder des berühmten Liverpooler Trainers Bill Shankly, betreut. Im 1957er Pokalfinale bot sich Slater plötzlich die Gelegenheit zu einem Titelgewinn. Im Duell im April 1957 gegen den FC Kilmarnock, der immerhin in der Liga den dritten Platz erreicht hatte, siegte der knapp dem Abstieg entronnene FC Falkirk nach zwei Partien und in der Verlängerung mit 2:1 (Reg Smith hatte zu Jahresbeginn Bob Shankly abgelöst). Zwei Jahre später stieg Falkirk als Tabellenvorletzter ab und im Juni 1959 wechselte Slater im Tausch für Tommy Younger zum englischen Zweitligisten FC Liverpool. 
Nach einem etwas misslungenen Debüt am 22. August 1959 gegen Cardiff City (2:3) folgten zwar zwei Siege folgten, aber der Neuling hatte insgesamt acht Gegentreffer kassiert. Slater, der aufgrund seiner geringen Körpergröße „Shorty“ genannt wurde, geriet schnell in die Kritik und musste seinen Platz wieder an Doug Rudham abgeben. Anlässlich einer Verletzung von Rudham und spätestens als Bill Shankly Trainer des FC Liverpool wurde, kehrte Slater zurück, behielt seinen Stammplatz und kam letztlich in seiner Debütsaison 1959/60 auf 30 Pflichtspiele. Im darauf folgenden Jahr verpasste er kein einziges Spiel, scheiterte jedoch wie schon in den Jahren zuvor mit seinen Mannen knapp an der ersehnten Rückkehr in die erste englische Liga. Shankly rüstete daraufhin noch einmal deutlich auf und vor der Aufstiegssaison 1961/62 verpflichtete er nicht nur die späteren Vereinslegenden Ron Yeats und Ian St. John, sondern engagierte im Februar 1962 mit Jim Furnell einen zusätzlichen Torwart. Zwar hatte Slater bis dahin mit 29 Ligaspielen den „Löwenanteil“ am Erfolg des FC Liverpool, aber Furnell war auf Anhieb ein ernsthafter Konkurrent für Slater. Dazu kam, dass der bereits 1957 im Alter von 17 Jahren verpflichtete Tommy Lawrence mittlerweile ebenfalls Ambitionen auf die „Nummer 1“ hatte, so dass Slater in der Hierarchie schnell abrutschte. Letztlich blieb ihm nur die schnelle Flucht zurück nach Schottland, wo er im Juli 1962 beim FC Dundee auf seinen Ex-Trainer Bob Shankly traf.
Der FC Dundee hatte gerade die schottische Meisterschaft gewonnen und nahm in der Spielzeit 1962/63 erstmals am Europapokal der Landesmeister teil. Sein erster Einsatz dort war das Vorrundenhinspiel gegen den favorisierten 1. FC Köln, das mit einem überraschenden 8:1 für Dundee endete. Der Sieg hatte einen indirekten Einfluss auf Slater selbst, da sich der Kölner Torwart Fritz Ewert bereits nach wenigen Minuten verletzt hatte und in der Halbzeit aufgeben musste. Da Auswechslungen nicht erlaubt waren, agierte Köln fortan mit zehn Leuten und dem Feldspieler Anton Regh zwischen den Pfosten weiter. Für das Rückspiel wurde allgemein erwartet, dass Slater als Revancheopfer auserkoren wurde und tatsächlich traf ein Kölner Schuh nach 27 Spielminuten den Kopf des schottischen Torhüters. Der Halbstürmer Andy Penman ging schließlich für Slater ins Tor, der wiederum zur zweiten Halbzeit beim Stand von 0:3 zunächst als linker Flügelspieler „aushalf“. Nach einem weiteren Kölner Treffer stellte er sich wieder ins Tor und sorgte mit dafür, dass der sicher geglaubte Sieg in der Gesamtaddition nicht weiter in Gefahr geriet. In der nächsten Runde besiegte Dundee mit Slater Sporting Lissabon und den RSC Anderlecht, bevor sich im Halbfinale der spätere Sieger AC Mailand als zu stark erwies.
Im Mai 1965 wechselte Slater zum englischen Drittligisten FC Watford. Dort war er drei Jahre lang Stammtorhüter, bevor ihn in der Saison 1968/69 Mike Walker ersetzte. Er arbeitete fortan noch im Trainerstab des FC Watford weiter, bevor er sich aus dem Fußballgeschäft zurückzog. Später interessierte er sich dafür, Golfplätze zu errichten und Talentscout für Dundee zu sein. Zwischenzeitlich war er mit seiner Familie ins spanische Fuengirola ausgewandert und später wieder nach Schottland zurückgekehrt. Er arbeitete im Trainerstab für Hibernian Edinburgh und unterstütze Ableger von Fußballschulen seines Liverpooler Kollegen Ian St. John in Aberdeen und seiner Heimatstadt Musselburgh. Kurz nach seinem 70. Geburtstag verstarb Slater in dem schottischen Dorf Brechin.

## Titel/Auszeichnungen
- Schottischer Pokal (1): 1957